# 愛世くらら
愛世 くらら（まなせ くらら、1993年11月19日 - ）は、日本のAV女優。

## 略歴
2017年12月、アイデアポケットの専属女優としてAVデビュー。
2018年5月、プレステージ専属となる。

## 人物
東京都出身。
オナニーは小学6年か中学1年の頃に、Hな少女マンガや父親が持っていたエッチな雑誌を見ながら性の目覚めと共に始めた。
初体験は高校1年の時で、相手は当時付き合っていた4歳年上の彼。経験人数は5人。
中学生の頃から性的な興味が強く、父親の持っていたAVを見た時に、気持ちよさそうにしている女優に興奮し自分もしてみたと思ったことがAV出演の動機。

## 出演作品

### アダルトDVD
2017年
- FIRST IMPRESSION 122 ザーメンを暴発!暴射へ導く神エロテクお姉さまAVデビュー!（12月1日、アイデアポケット）

2018年
- 超絶 凄テクお姉様の男をダメにする骨抜きセックス こんなセックス今まで観た事も体験した事もない（1月1日、アイデアポケット）
- エロ痴女ナースは口内射精がお好き ネバスペたっぷり!神技フェラでチ○ポを昇天させる!過激で凄絶な淫交テク炸裂!（2月7日、アイデアポケット）
- ドエロいお姉さんと交わすヨダレだらだらツバだくだく濃厚な接吻とセックス（3月7日、アイデアポケット）
- 絶頂覚醒 開発された美女の性感帯! 愛世くららの眠っている性を無理矢理叩き起こす!（4月1日、アイデアポケット）
- 【個人撮影】 若い男の体臭フェチ!変態美人女教師の生徒喰いハメ撮り動画が流出! 教え子のシャイな皮チ○ポで何度もマジイキするほど陶酔するプライベートセックス（4月19日、アイデアポケット）
- 男を狂わす、骨ヌキ凄テク 魔性のオンナ 絶対イッちゃう舌&腰使い!（6月22日、プレステージ）
- 新・絶対的美少女、お貸しします。 85（9月14日、プレステージ）
- 天然成分由来 愛世くらら汁 120% 54 ぐしょ濡れ8頭身美スレンダー 頭の先から爪先まで体液まみれ。（10月19日、プレステージ）

### イメージDVD
- Kurara Kiss the future（2018年4月19日、REbecca）

## 雑誌
- 月刊DMM 2018年2月号（ジーオーティー）- インタビュー